# Simeulue
Simeulue je ostrov Indonésie, který má rozlohu 1 754 km². Leží v Indickém oceánu 150 km západně od pobřeží Sumatry. Simeulue s menšími okolními ostrovy vytváří kabupaten náležící k provincii Ačeh.
Ostrov je obklopen korálovými útesy. Jeho vnitrozemí je lesnaté a na pobřeží rostou mangrovy. Nejvyšší vrchol Simeulue dosahuje 567 m. Endemitem ostrova je výreček simeulský (Otus umbra).
Podle sčítání z roku 2020 ostrov obývá 92 865 osob. Největším městem je Sinabang. Většina obyvatel vyznává islám. Ostrované hovoří simeulueštinou a sigualištinou, etnicky mají blíže k obyvatelům Niasu než k Ačežanům. Díky své odlehlosti nebyl ostrov zasažen konfliktem mezi indonéskou armádou a separatistickým hnutím 
Gerakan Aceh Merdeka.
Většinu obyvatel tvoří rybáři a zemědělci. Pěstuje se zde hřebíčkovec kořenný, kokosovník ořechoplodý, rýže setá a čajovník čínský, důležitým hospodářským zvířetem je buvol domácí. Rozvíjí se také turistika – Simeulue se stalo vyhledávanou surfařskou destinací a získalo letecké spojení s Medanem.
V blízkosti Simeulue se nacházelo epicentrum zemětřesení a tsunami v Indickém oceánu 2004, přesto zde zahynulo mnohem méně lidí než na sousedních ostrovech. Tento jev je vysvětlován orální tradicí smong, která předává z generace na generaci zkušenost s přívalovými vlnami a vyzývá ostrovany, aby při prvních otřesech půdy hledali útočiště na vyvýšených místech.